# Bäche in den Steyr- und Ennstaler Voralpen
Bäche in den Steyr- und Ennstaler Voralpen este o arie protejată (sit de importanță comunitară — SCI) din Austria întinsă pe o suprafață de 505,17 ha, integral pe uscat.

## Localizare
Centrul sitului Bäche in den Steyr- und Ennstaler Voralpen este situat la coordonatele 47°57′04″N 14°17′34″E / 47.9511°N 14.2929°E.

## Înființare
Situl Bäche in den Steyr- und Ennstaler Voralpen a fost declarat sit de importanță comunitară în noiembrie 2014 pentru a proteja 1 specie de animale.

## Biodiversitate
Situată în ecoregiunea alpină, aria protejată conține 8 habitate naturale: Pajiști alpine și subalpine calcaroase, Pajiști uscate seminaturale și facies de acoperire cu tufișuri pe substraturi calcaroase (Festuco-Brometalia) (* situri importante pentru orhidee), Izvoare petrifiante cu formare de travertin (Cratoneurion), Pante stâncoase calcaroase cu vegetație casmofită, Păduri de fag Asperulo-Fagetum, Păduri de fag din Europa Centrală dezvoltate pe sol calcaros cu Cephalanthero-Fagion, Păduri de stejar și carpen Galio-Carpinetum, Păduri pe pante, grohotișuri și ravene de Tilio-Acerion.
La baza desemnării sitului se află o specie protejată de  nevertebrate: Austropotamobius torrentium.